# Gran Premio d'Austria
Il Gran Premio d'Austria è una gara automobilistica che si è svolta a partire dal 1963 e che ha ammesso al via dapprima le monoposto di Formula 1 per le prime due edizioni, poi le vetture sport e i prototipi, per poi ritornare alla massima formula a partire dal 1970.

## Storia
La prima edizione si disputò nel 1963 su un circuito ricavato sull'aeroporto militare nei pressi di Zeltweg, ma non fu valida quale prova del campionato del mondo, per venire poi inserita nel calendario mondiale a partire dall'edizione successiva. L'anno seguente il GP d'Austria fu disputato sulla stessa pista su una distanza di 200 miglia, ma fu riservato alle vetture sport e alle Granturismo, poiché la superficie sconnessa del tracciato si era rivelata inadatta alle monoposto della massima serie, causando parecchie rotture alle sospensioni, mentre dalla stagione 1966 la gara fu inclusa nel mondiale marche e portata alla canonica distanza di 500 km, tipica di altre gare della serie. La gara rimase in campionato fino al 1969, quando si disputò sull'Österreichring (allora appena costruito su un terreno collinare adiacente all'aeroporto), di cui fu la gara inaugurale sulla distanza di 1000 km, tipica di gare più prestigiose. La disponibilità di un autodromo permanente attrasse di nuovo la Formula 1 in Austria, cosicché l'anno seguente il titolo di Gran Premio d'Austria fu riservato alle monoposto, mentre la gara riservata alle vetture a ruote coperte assunse la denominazione di 1000-km-Rennen von Österreich (1000 km d'Austria, conosciuta in Italia come 1000 km di Zeltweg).
La presenza di questa gara nel calendario mondiale di F1 è sempre stata subordinata alle condizioni del circuito nazionale sito in Stiria, chiamato prima Österreichring poi A1-Ring, dopo i lavori di ammodernamento avvenuta negli anni novanta e che ne hanno stravolto il tracciato. Il circuito è stato riaperto in seguito a profondi lavori di ristrutturazione dopo anni di abbandono e, anche se la forte presenza di uno sponsor austriaco nella Formula 1 (la Red Bull) abbia fatto immaginare che nel futuro una gara mondiale si sarebbe nuovamente tenuta in Austria, nell'ottobre 2008 il proprietario Dietrich Mateschitz aveva escluso che il circuito potesse in futuro ospitare nuovamente la Formula 1 o il Motomondiale mentre aveva affermato che il DTM sarebbe stata la maggiore categoria a gareggiare sull'impianto, por poi fare in seguito parziali aperture nei confronti dei principali campionati mondiali sia su quattro che su due ruote.
Effettivamente il 23 luglio 2013 Bernie Ecclestone e Dietrich Mateschitz, titolare della Red Bull Racing, hanno annunciato, tramite una dichiarazione congiunta, il ritorno dal 2014 del Gran Premio d'Austria nel calendario iridato sul Red Bull Ring, nome attuale del circuito sito a Spielberg bei Knittelfeld, già sede della gara coi nomi di Österreichring e A-1 Ring, anche se diversamente rimaneggiato. La data era stata inizialmente fissata al 6 luglio, per poi essere spostata al 22 giugno dopo l'annuncio datone il 27 settembre 2013 dalla FIA. La gara, valida 26 volte per il campionato Mondiale, mancava in calendario dal 2003. L'edizione del 2023 ha stabilito un record di 304 000 spettatori durante il weekend di gara, battendo il record precedente di 303 000 spettatori registrato nell'edizione del 2022. Nel giugno 2025 Liberty Media ha rinnovato il contratto del Gran Premio fino al 2041.

## Albo d'oro
Le edizioni indicate con sfondo rosa non appartenevano al Campionato mondiale di Formula 1.

| anno        | circuito             | pilota                       | vettura                | resoconto     |
| ----------- | -------------------- | ---------------------------- | ---------------------- | ------------- |
| 1963        | Aerodromo di Zeltweg | Jack Brabham                 | Brabham-Climax         | Resoconto     |
| 1964        | Aerodromo di Zeltweg | Lorenzo Bandini              | Ferrari                | Resoconto     |
| 1965        | Aerodromo di Zeltweg | Jochen Rindt                 | Ferrari                | Resoconto     |
| 1966        | Aerodromo di Zeltweg | Gerhard Mitter Hans Herrmann | Porsche                | Resoconto     |
| 1967        | Aerodromo di Zeltweg | Paul Hawkins                 | Ford                   | Resoconto     |
| 1968        | Aerodromo di Zeltweg | Jo Siffert                   | Porsche                | Resoconto     |
| 1969        | Österreichring       | Jo Siffert Kurt Ahrens       | Porsche                | Resoconto     |
| 1970        | Österreichring       | Jacky Ickx                   | Ferrari                | Resoconto     |
| 1971        | Österreichring       | Jo Siffert                   | BRM                    | Resoconto     |
| 1972        | Österreichring       | Emerson Fittipaldi           | Lotus-Ford Cosworth    | Resoconto     |
| 1973        | Österreichring       | Ronnie Peterson              | Lotus-Ford Cosworth    | Resoconto     |
| 1974        | Österreichring       | Carlos Reutemann             | Brabham-Ford Cosworth  | Resoconto     |
| 1975        | Österreichring       | Vittorio Brambilla           | March-Ford Cosworth    | Resoconto     |
| 1976        | Österreichring       | John Watson                  | Penske-Ford Cosworth   | Resoconto     |
| 1977        | Österreichring       | Alan Jones                   | Shadow-Ford Cosworth   | Resoconto     |
| 1978        | Österreichring       | Ronnie Peterson              | Lotus-Ford Cosworth    | Resoconto     |
| 1979        | Österreichring       | Alan Jones                   | Williams-Ford Cosworth | Resoconto     |
| 1980        | Österreichring       | Jean-Pierre Jabouille        | Renault                | Resoconto     |
| 1981        | Österreichring       | Jacques Laffite              | Ligier-Matra           | Resoconto     |
| 1982        | Österreichring       | Elio De Angelis              | Lotus-Ford Cosworth    | Resoconto     |
| 1983        | Österreichring       | Alain Prost                  | Renault                | Resoconto     |
| 1984        | Österreichring       | Niki Lauda                   | McLaren-TAG Porsche    | Resoconto     |
| 1985        | Österreichring       | Alain Prost                  | McLaren-TAG Porsche    | Resoconto     |
| 1986        | Österreichring       | Alain Prost                  | McLaren-TAG Porsche    | Resoconto     |
| 1987        | Österreichring       | Nigel Mansell                | Williams-Honda         | Resoconto     |
| 1988 - 1996 | Non disputato        | Non disputato                | Non disputato          | Non disputato |
| 1997        | A1-Ring              | Jacques Villeneuve           | Williams-Renault       | Resoconto     |
| 1998        | A1-Ring              | Mika Häkkinen                | McLaren-Mercedes       | Resoconto     |
| 1999        | A1-Ring              | Eddie Irvine                 | Ferrari                | Resoconto     |
| 2000        | A1-Ring              | Mika Häkkinen                | McLaren-Mercedes       | Resoconto     |
| 2001        | A1-Ring              | David Coulthard              | McLaren-Mercedes       | Resoconto     |
| 2002        | A1-Ring              | Michael Schumacher           | Ferrari                | Resoconto     |
| 2003        | A1-Ring              | Michael Schumacher           | Ferrari                | Resoconto     |
| 2004 - 2013 | Non disputato        | Non disputato                | Non disputato          | Non disputato |
| 2014        | Red Bull Ring        | Nico Rosberg                 | Mercedes               | Resoconto     |
| 2015        | Red Bull Ring        | Nico Rosberg                 | Mercedes               | Resoconto     |
| 2016        | Red Bull Ring        | Lewis Hamilton               | Mercedes               | Resoconto     |
| 2017        | Red Bull Ring        | Valtteri Bottas              | Mercedes               | Resoconto     |
| 2018        | Red Bull Ring        | Max Verstappen               | Red Bull-TAG Heuer     | Resoconto     |
| 2019        | Red Bull Ring        | Max Verstappen               | Red Bull-Honda         | Resoconto     |
| 2020        | Red Bull Ring        | Valtteri Bottas              | Mercedes               | Resoconto     |
| 2021        | Red Bull Ring        | Max Verstappen               | Red Bull-Honda         | Resoconto     |
| 2022        | Red Bull Ring        | Charles Leclerc              | Ferrari                | Resoconto     |
| 2023        | Red Bull Ring        | Max Verstappen               | Red Bull-Honda RBPT    | Resoconto     |
| 2024        | Red Bull Ring        | George Russell               | Mercedes               | Resoconto     |
| 2025        | Red Bull Ring        | Lando Norris                 | McLaren-Mercedes       | Resoconto     |

## Statistiche
Le statistiche si riferiscono alle sole edizioni valide per il campionato del mondo di Formula 1 e sono aggiornate al Gran Premio d'Austria 2025.

### Vittorie per pilota
| Pos. | Pilota                | Vittorie |
| ---- | --------------------- | -------- |
| 1    | Max Verstappen        | 4        |
| 2    | Alain Prost           | 3        |
| 3    | Ronnie Peterson       | 2        |
| =    | Alan Jones            | 2        |
| =    | Mika Häkkinen         | 2        |
| =    | Michael Schumacher    | 2        |
| =    | Nico Rosberg          | 2        |
| =    | Valtteri Bottas       | 2        |
| 9    | Lorenzo Bandini       | 1        |
| =    | Jacky Ickx            | 1        |
| =    | Jo Siffert            | 1        |
| =    | Emerson Fittipaldi    | 1        |
| =    | Carlos Reutemann      | 1        |
| =    | Vittorio Brambilla    | 1        |
| =    | John Watson           | 1        |
| =    | Jean-Pierre Jabouille | 1        |
| =    | Jacques Laffite       | 1        |
| =    | Elio De Angelis       | 1        |
| =    | Niki Lauda            | 1        |
| =    | Nigel Mansell         | 1        |
| =    | Jacques Villeneuve    | 1        |
| =    | Eddie Irvine          | 1        |
| =    | David Coulthard       | 1        |
| =    | Lewis Hamilton        | 1        |
| =    | Charles Leclerc       | 1        |
| =    | George Russell        | 1        |
| =    | Lando Norris          | 1        |

### Vittorie per costruttore
| Pos. | Costruttore | Vittorie |
| ---- | ----------- | -------- |
| 1    | McLaren     | 7        |
| 2    | Ferrari     | 6        |
| =    | Mercedes    | 6        |
| 4    | Lotus       | 4        |
| =    | Red Bull    | 4        |
| 6    | Williams    | 3        |
| 7    | Renault     | 2        |
| 8    | BRM         | 1        |
| =    | Brabham     | 1        |
| =    | March       | 1        |
| =    | Penske      | 1        |
| =    | Shadow      | 1        |
| =    | Ligier      | 1        |

### Vittorie per motore
| Pos. | Motore        | Vittorie |
| ---- | ------------- | -------- |
| 1    | Mercedes      | 10       |
| 2    | Ford-Cosworth | 9        |
| 3    | Ferrari       | 6        |
| 4    | Renault       | 3        |
| =    | TAG Porsche   | 3        |
| =    | Honda         | 3        |
| 7    | BRM           | 1        |
| =    | Matra         | 1        |
| =    | TAG Heuer     | 1        |
| =    | Honda RBPT    | 1        |

### Pole position per pilota
| Pos. | Pilota               | Pole |
| ---- | -------------------- | ---- |
| 1    | Max Verstappen       | 4    |
| 2    | Niki Lauda           | 3    |
| =    | René Arnoux          | 3    |
| =    | Nelson Piquet        | 3    |
| =    | Valtteri Bottas      | 3    |
| 6    | Emerson Fittipaldi   | 2    |
| =    | Mika Häkkinen        | 2    |
| =    | Michael Schumacher   | 2    |
| =    | Lewis Hamilton       | 2    |
| 10   | Graham Hill          | 1    |
| =    | Jochen Rindt         | 1    |
| =    | Jo Siffert           | 1    |
| =    | James Hunt           | 1    |
| =    | Ronnie Peterson      | 1    |
| =    | Patrick Tambay       | 1    |
| =    | Alain Prost          | 1    |
| =    | Teo Fabi             | 1    |
| =    | Jacques Villeneuve   | 1    |
| =    | Giancarlo Fisichella | 1    |
| =    | Rubens Barrichello   | 1    |
| =    | Felipe Massa         | 1    |
| =    | Charles Leclerc      | 1    |
| =    | Lando Norris         | 1    |

### Pole position per costruttore
| Pos. | Costruttore | Pole |
| ---- | ----------- | ---- |
| 1    | Ferrari     | 8    |
| 2    | McLaren     | 5    |
| =    | Mercedes    | 5    |
| =    | Lotus       | 4    |
| =    | Red Bull    | 4    |
| 6    | Renault     | 3    |
| =    | Williams    | 3    |
| 8    | BRM         | 2    |
| =    | Brabham     | 2    |
| =    | Benetton    | 2    |

### Pole position per motore
| Pos. | Motore        | Pole |
| ---- | ------------- | ---- |
| 1    | Mercedes      | 9    |
| 2    | Ferrari       | 8    |
| 3    | Ford-Cosworth | 5    |
| 4    | Renault       | 4    |
| 5    | BMW           | 3    |
| =    | BRM           | 2    |
| =    | Honda         | 2    |
| =    | Honda RBPT    | 2    |
| 9    | TAG Porsche   | 1    |
| =    | Playlife      | 1    |
| =    | RBPT          | 1    |

### Giri veloci per pilota
| Pos. | Pilota             | GPV |
| ---- | ------------------ | --- |
| 1    | Max Verstappen     | 4   |
| 2    | David Coulthard    | 3   |
| 3    | Clay Regazzoni     | 2   |
| =    | René Arnoux        | 2   |
| =    | Alain Prost        | 2   |
| =    | Michael Schumacher | 2   |
| =    | Lewis Hamilton     | 2   |
| 8    | Dan Gurney         | 1   |
| =    | Jacky Ickx         | 1   |
| =    | Jo Siffert         | 1   |
| =    | Denny Hulme        | 1   |
| =    | José Carlos Pace   | 1   |
| =    | Vittorio Brambilla | 1   |
| =    | James Hunt         | 1   |
| =    | John Watson        | 1   |
| =    | Ronnie Peterson    | 1   |
| =    | Jacques Laffite    | 1   |
| =    | Nelson Piquet      | 1   |
| =    | Niki Lauda         | 1   |
| =    | Gerhard Berger     | 1   |
| =    | Nigel Mansell      | 1   |
| =    | Jacques Villeneuve | 1   |
| =    | Mika Häkkinen      | 1   |
| =    | Sergio Pérez       | 1   |
| =    | Nico Rosberg       | 1   |
| =    | Kimi Räikkönen     | 1   |
| =    | Lando Norris       | 1   |
| =    | Fernando Alonso    | 1   |
| =    | Oscar Piastri      | 1   |

### Giri veloci per costruttore
| Pos. | Costruttore  | GPV |
| ---- | ------------ | --- |
| 1    | McLaren      | 10  |
| 2    | Ferrari      | 5   |
| 3    | Red Bull     | 4   |
| 4    | Brabham      | 3   |
| =    | Renault      | 3   |
| =    | Mercedes     | 3   |
| 7    | Williams     | 2   |
| 8    | BRM          | 1   |
| =    | Surtees      | 1   |
| =    | March        | 1   |
| =    | Lotus        | 1   |
| =    | Ligier       | 1   |
| =    | Benetton     | 1   |
| =    | Force India  | 1   |
| =    | Aston Martin | 1   |

### Giri veloci per motore
| Pos. | Motore        | GPV |
| ---- | ------------- | --- |
| 1    | Mercedes      | 10  |
| 2    | Ferrari       | 5   |
| =    | Ford-Cosworth | 5   |
| =    | Renault       | 5   |
| 5    | Honda         | 3   |
| 6    | BMW           | 2   |
| =    | TAG Porsche   | 2   |
| =    | Climax        | 2   |
| 9    | BRM           | 1   |
| =    | Alfa Romeo    | 1   |
| =    | Matra         | 1   |
| =    | RBPT          | 1   |
| =    | Honda RBPT    | 1   |

### Podi per pilota
| Pos. | Pilota             | Podi |
| ---- | ------------------ | ---- |
| 1    | Max Verstappen     | 6    |
| 2    | David Coulthard    | 5    |
| =    | Valtteri Bottas    | 5    |
| =    | Charles Leclerc    | 5    |
| 5    | Jacques Laffite    | 4    |
| =    | Nelson Piquet      | 4    |
| =    | Michael Schumacher | 4    |
| =    | Rubens Barrichello | 4    |
| =    | Lewis Hamilton     | 4    |
| 10   | Alan Jones         | 3    |
| =    | Alain Prost        | 3    |
| =    | Michele Alboreto   | 3    |
| =    | Mika Häkkinen      | 3    |
| =    | Kimi Räikkönen     | 3    |
| =    | Lando Norris       | 3    |

### Podi per costruttore
| Pos. | Costruttore | Podi |
| ---- | ----------- | ---- |
| 1    | Ferrari     | 30   |
| 2    | McLaren     | 20   |
| 3    | Williams    | 11   |
| =    | Mercedes    | 11   |
| 5    | Brabham     | 8    |
| =    | Red Bull    | 8    |
| 7    | Lotus       | 7    |
| 8    | Ligier      | 4    |
| 9    | Renault     | 3    |
| 10   | BRM         | 2    |
| =    | Tyrell      | 2    |
| =    | Hesketh     | 2    |
| =    | Shadow      | 2    |

### Podi per motore
| Pos. | Motore        | Podi |
| ---- | ------------- | ---- |
| 1    | Ferrari       | 30   |
| 2    | Ford-Cosworth | 28   |
| 3    | Mercedes      | 26   |
| 4    | Renault       | 7    |
| 5    | Honda         | 4    |
| 6    | Matra         | 3    |
| =    | BMW           | 3    |
| =    | TAG Porsche   | 3    |
| =    | TAG Heuer     | 3    |
| 10   | BRM           | 2    |
| =    | Honda RBPT    | 2    |

### Punti per pilota
| Pos. | Pilota           | Punti |
| ---- | ---------------- | ----- |
| 1    | Max Verstappen   | 178   |
| 2    | Lewis Hamilton   | 154   |
| 3    | Valtteri Bottas  | 110   |
| 4    | Charles Leclerc  | 109   |
| 5    | Lando Norris     | 88    |
| 6    | Sergio Pérez     | 71    |
| 7    | Carlos Sainz Jr. | 67    |
| 8    | George Russell   | 64    |
| 9    | Nico Rosberg     | 62    |
| 10   | Sebastian Vettel | 58    |

### Punti per costruttore
| Pos. | Costruttore | Punti |
| ---- | ----------- | ----- |
| 1    | Ferrari     | 422,5 |
| 2    | Mercedes    | 351   |
| 3    | McLaren     | 295,5 |
| 4    | Red Bull    | 251   |
| 5    | Williams    | 131   |
| 6    | Lotus       | 71    |
| 7    | Haas        | 66    |
| 8    | Brabham     | 54    |
| 9    | Force India | 44    |
| 10   | Renault     | 33    |

### Punti per motore
| Pos. | Motore        | Punti |
| ---- | ------------- | ----- |
| 1    | Mercedes      | 678   |
| 2    | Ferrari       | 506,5 |
| 3    | Ford-Cosworth | 221   |
| 4    | Renault       | 127   |
| 5    | Honda         | 111   |
| 6    | Honda RBPT    | 91    |
| 7    | TAG Heuer     | 68    |
| 8    | RBPT          | 31    |
| 9    | BMW           | 30    |
| 10   | BRM           | 29    |